# Matija Rode
Matija Rode, slovenski pisatelj, publicist in knjižničar, * 22. februar 1879, Domžale, † 21. marec 1961, Ljubljana.

## Življenje
Osnovno šolo je obisoval v Domžalah. Po klasični gimnaziji v Ljubljani se je vpisal na pravno fakulteto dunajske univerze, a študija zaradi pomanjkanja sredstev ni dokončal. V letih 1902–1905 je bil kot vodja odvetniške pisarne zaposlen pri Ivanu Tavčarju, nato je bil do leta 1909 sourednik Slovenskega naroda. V istem obdobju je bil tudi poslovodja Narodne tiskarne. V obdobju 1909–1936 je bil uradnik Mestne hranilnice v Ljubljani. Leta 1911 je v okviru Gospodarskega naprednega društva za šentjakobski okraj v Ljubljani ustanovil Šentjakobsko ljudsko knjižnico in jo z leti razvil v največjo javno ljudsko knjižnico v Jugoslaviji. Danes je njena naslednica Knjižnica Otona Župančiča v Ljubljani. Umrl je v starosti 84 let.

#### Prvi knjižničar Šentjakobske knjižnice
Matija Rode je bil prvi in v vseh 36 letih obstoja Šentjakobske knjižnice njen edini knjižničar. Strokovna navodila za vodenje knjižnice je dobival od Akademskega ferialnega društva Prosveta, ki je leta 1908 in 1910 izdalo dve brošuri z navodili o poslovanju manjših in večjih knjižnic in seznam priporočljivih knjig. V letih 1914–1941 je izdal deset dobro urejenih imenikov knjižnice. Menil je, da je ljudska knjižnica potrebna za izobrazbo ljudstva in koristi tudi razvoju občine in države. Sodeloval je z Jankom Šlebingerjem, Stankom Lebnom, Franom Abulnarjem, Vaclavom Burianom in Pavlom Brežnikom.

## Delo
Leta 1903 je kot feljtonist pod psevdonimi Bistričan, Pavel Svetin in Blaž Pohlin sodeloval pri Slovenskemu narodu. Nekaj humorističnih črtic in kratkočasnih zgodbic je izdal, ponovno pod psevdonimi, v knjigah. Nekatere so bile ponatisnjene v ameriškem Glasu svobode. Z brošuro Škof proti župniku (Chicago 1911 in ponatis v Ljubljani 1913) je posegel v strankarske boje na Slovenskem. Sodeloval je v satiričnih časopisih Brivec in Osa in pri časopisih Jutro in Ljubljanski zvon. Za svoje delo je od društva Prosveta in časopisov Jutro in Slovenski narod dobil več priznanj. Zbiral je ljudske pesmi za 2. in 4. zvezek Štrekljeve zbirke Slovenske narodne pesmi (Šaljive in zabavljive). 